# Setra S 418 LE Business
De Setra S 418 LE Business is een low entry-autobus, geproduceerd door de Duitse busfabrikant Setra en is in 2016 op de IAA geïntroduceerd.

## Inzet
Dit model bus wordt in Nederland onder andere ingezet door Syntus Utrecht.
| Bedrijf               | Aantal    | Series         | Inzet                                         | Opmerking | Afbeelding |
| Luxemburg             | Luxemburg | Luxemburg      | Luxemburg                                     | Luxemburg | Luxemburg  |
| --------------------- | --------- | -------------- | --------------------------------------------- | --- | ---------- |
| Autocars Emile Frisch | 1         | EF 1215        | Streekvervoer                                 | |            |
| Autocars Emile Frisch | 1         | EF 1216        | Streekvervoer                                 | |            |
| Autocars Pletschette  | 11        | EW4302-EW4312  | Streekvervoer                                 | |            |
| Demy Schandeler       | 6         | DC4373 - ????  | Streekvervoer                                 | |            |
| Frisch Rammerech      | 1         | SL4031         | Streekvervoer                                 | |            |
| Simon Tours           | 2         | ST3021- ST3022 | Streekvervoer                                 | |            |
| Simon Tours           | 4         | ST3072-ST3075  | Streekvervoer                                 | |            |
| Simon Tours           | 10        | ST3080-ST3089  | Streekvervoer                                 | |            |
| Voyages Koob          | 2         | VK1400-VK1401  | Streekvervoer                                 | |            |
| Voyages Koob          | 1         | VK1403         | Streekvervoer                                 | |            |
| Voyages Sales Lentz   | 3         | SL3473 - ????  | Streekvervoer                                 | |            |
| Voyages Unsen         | 1         | VU4085         | Streekvervoer                                 | |            |
| Voyages Vandivinit    | 4         | VV2110-VV2113  | Streekvervoer                                 | |            |
| Voyages Wagener       | 1         | WV2065         | Streekvervoer                                 | |            |
| Nederland             |           |                |                                               | |            |
| Pouw Vervoer          | 2         | 1728-1729      | Uithof- en scholierenlijnen provincie Utrecht | Deze bussen rijden sinds december 2017 voor Syntus in de concessie Provincie Utrecht en hebben tussen december 2019 en december 2022 voor Keolis in de concessie IJssel-Vecht gereden. |            |
| Syntus Utrecht        | 28        | 1700-1727      | Uithof- en scholierenlijnen                   | Deze bussen rijden sinds juni 2017 in de concessie Provincie Utrecht. Bussen zijn eigendom van Syntus maar zijn ter beschikking gesteld aan Pouw Vervoer.                              |            |
| U-OV                  | 15        | 4701-4715      | U-link lijnen 41 en 50                        | |            |

## Verwante bustypen

### Hoge vloer
- Setra S 412 UL - 11 meteruitvoering (2 assen)
- Setra S 415 UL - 12 meteruitvoering (2 assen)
- Setra S 416 UL - 13 meteruitvoering (2 assen)
- Setra S 417 UL - 14 meteruitvoering (3 assen)
- Setra S 419 UL - 15 meteruitvoering (3 assen)

### Lage vloer
- Setra S 415 LE Business - 12 meteruitvoering (2 assen)
- Setra S 416 LE Business - 13 meteruitvoering (2 assen)